# Église de l'Immacolata Concezione e San Gioacchino
L'église de l'Immacolata Concezione e San Gioacchino (Immaculée-Conception-et-Saint-Joachim) est une église monumentale de Naples d'intérêt historique et artistique. Fondée à une époque incertaine, elle se trouve dans le cœur historique de la ville dans le rione Lavinaio, vico Soprammuro (quartier du Pendino).

## Histoire et description
L'église d'origine incertaine est remaniée à plusieurs reprises au cours des siècles et était administrée par une corporation dédiée à saint Joachim.
L'église présente une façade simple divisée verticalement en trois par un double ordre de piliers; au second ordre, dans les espaces libres entre les piliers s'ouvrent trois fenêtres à arc baissé à ébrasement vers l'intérieur, au premier ordre, il y a un portail simple en piperno avec modénature. La façade est couronnée d'un tympan avec un oculus au milieu. 
L'intérieur à plan central possédait autrefois de nombreuses œuvres d'art allant du XVe siècle au XVIIe siècle. Elles sont aujourd'hui dans différents dépôts à cause de possibles vols par effraction. En effet l'église est fermée depuis plusieurs décennies et souffre d'incurie. 

## Source de la traduction
- (it) Cet article est partiellement ou en totalité issu de l’article de Wikipédia en italien intitulé « Chiesa dell'Immacolata Concezione e San Gioacchino » (voir la liste des auteurs).